# Даох I
Даох I (грец. Δάοχος; д/н — бл. 404 до н. е.) — 9-й тагос (верховний вождь) Фессалійського союзу у 431—404 роках до н. е.

## Життєпис
Про власне рід нічого невідомо. Проте знано, що належав до аристократії Фарсалу. Основні відомості про Даоха I містяться на статуї цього володаря, яку встановив його онук Даох II в Дельфах. Його найдавнішим предком був Апар. Син Агіада, олімпіоніка, переможця в панкратіоні. Можливо Даох був зятем Ехекратида IV, правителя Фарсалу. Той останній відомий з роду Ехекратидів. Це дозволило Даоху посісти провідне місце в Фарсалі.
Близько 431 року до н. е. дипломатичними заходами зумів домогтися обрання себе тагосом Фессалії. Це збіглося з початком Пелопоннеської війни між потужними союзами на чолі з Афінами та Спартою відповідно. Можливо, це вдалося також тому, що Даох здихався свого суперника Менона II, що рушив на допомогу Афінам.
Завдяки вправним діям вдалося утримати Фессалію у втягування у війну. Разом з тим 424 року до н. е. дозволив спартанському полководцю Брасіду пройти Фессалією. Згодом дедалі більше став схилятися на бік Спарти. Ймовірно, очолив похід для придушення заворушень пенестів, яких підбурював Критій. Помер 404 року до н. е. 
Після нього не обрали нового тагоса. Його обрали тільки 375 року до н. е., ним став Ясон Ферський. Владу у Фарсалі отримав онук Менонан II — Менон III. Син Даоха — Сізіф I — зумів лише зберегти родинні володіння.